# Chiesa di San Martino Vescovo (Carbonara Scrivia)
La chiesa di San Martino Vescovo, o anche solo chiesa di San Martino, è la parrocchiale di Carbonara Scrivia, in provincia di Alessandria e diocesi di Tortona; fa parte del vicariato di Tortona.

## Storia
La prima citazione di una chiesa dedicata a San Martino nella zona di Carbonara è datata 8 maggio 954; questo edificio sorgeva fuori dal centro abitato.
Nel Cinquecento in paese fu costruita la nuova parrocchiale, successivamente riedificata nel 1780. 
Nel 1953 venne rifatto il pavimento della navata, donato dall'ingegnere Eugenio Gualdi, mentre nel 1972 si provvide a rinnovare la facciata per interessamento di don Fiorentino Tacchella.
Nel 2018 la zona absidale, interessata da profonde lesioni, fu puntellata e transennata, in attesa dei lavori di consolidamento strutturale e restauro.

## Descrizione

### Esterno
La facciata a salienti della chiesa, rivolta a settentrione e scandita da paraste affiancate da due volute e sorreggenti il frontone triangolare abbellito dal dipinto del Buon Pastore, presenta al centro il portale d'ingresso, sormontato dal timpano semicircolare, e sopra una finestra polilobata.
Annesso alla parrocchiale è il campanile a base quadrata, caratterizzato da lesene angolari; la cella presenta su ogni lato una monofora ed è coperta dal tetto a quattro falde.

### Interno
L'interno dell'edificio si compone di una navata unica, coperta da una volta affrescata; sui fianchi si aprono simmetricamente tre cappelle per lato, scandite da lesene marmoree d'ordine composito, a sostegno della trabeazione perimetrale modanata.
Il presbiterio, lievemente rialzato, è coperto da una volta a botte dipinta e ospita nel mezzo l'altare maggiore a mensa, mentre più indietro è collocato l'antico altare marmoreo barocco; sul fondo, si sviluppa l'abside semicircolare, coronata dal catino a tre spicchi affrescati.
Qui sono conservate diverse opere di pregio, la più importante delle quali è il polittico raffigurante la Madonna in trono col bambino, la Crocifissione e il Cristo della Passione assieme ai Santi Martino, Giacomo, Sebastiano e il donatore, proveniente dall'antica pieve di San Martino fuori dall'abitato ed eseguito dalla bottega dei fratelli Manfredino e Franceschino Boxilio, divulgatori delle novità rinascimentali in zona, con tutta probabilità nel 1498. Il polittico, restaurato nel 2017, è composto da tre più alti scomparti inferiori e da tre più piccoli in quello superiore, inseriti in una carpenteria in pastiglia dorata ottocentesca, probabilmente frutto di integrazione di una precedente antica, data la tipologia che trova molti riscontri in carpenterie analoghe dello stesso periodo.